# Contabilidad del capital natural

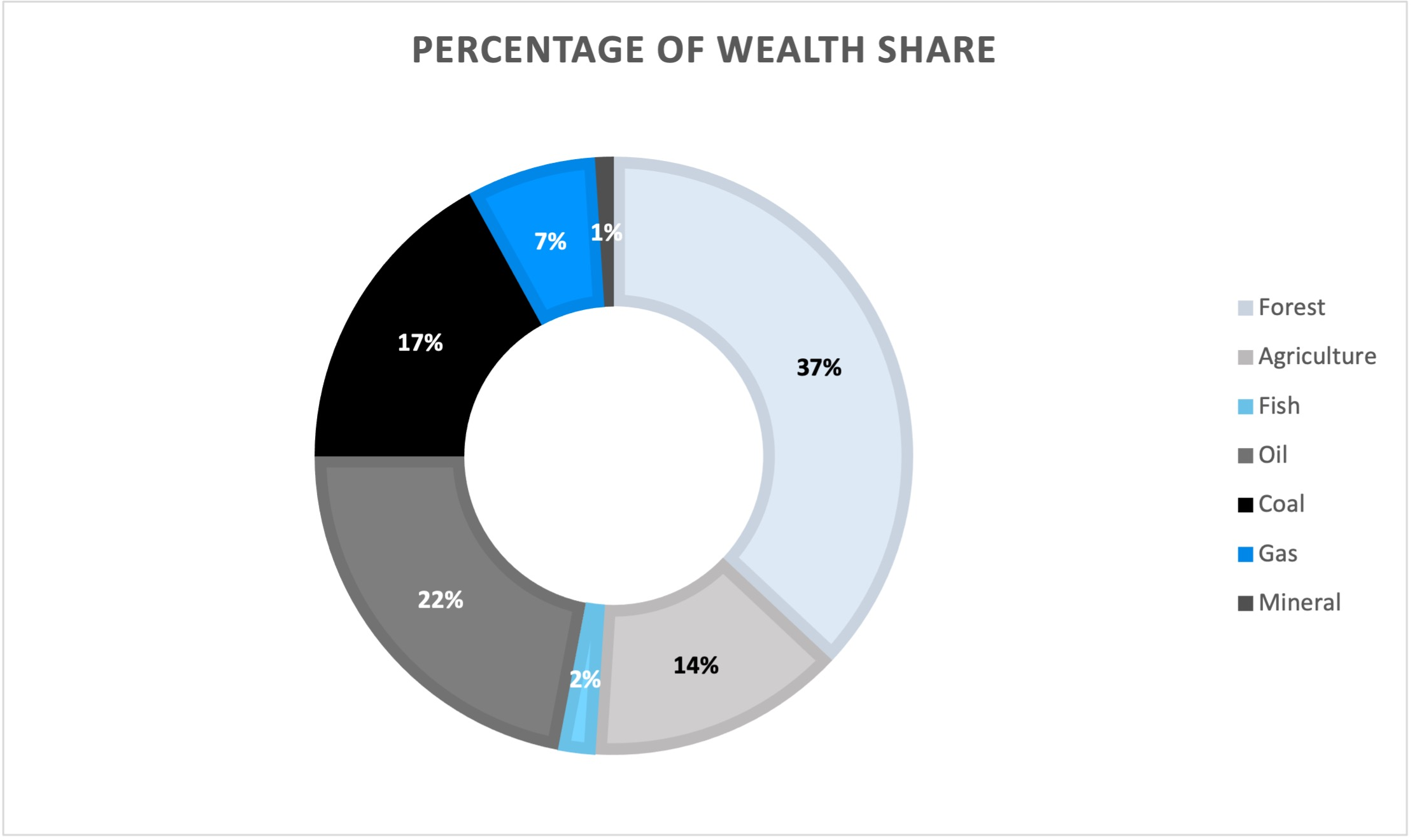
Estimación de las Naciones Unidas sobre cómo está distribuido el capital natural mundial. La mayor parte (37 %) se concentra en los bosques y selvas.

La contabilidad del capital natural es el proceso de calcular las existencias y flujos totales de los recursos naturales y los servicios del ecosistema en un área geográfica específica. La contabilidad de estos bienes puede realizarse en términos físicos o monetarios. Este proceso puede posteriormente fundamentar la toma de decisiones de gobiernos, empresas y consumidores, ya que estas decisiones están relacionadas con el uso de recursos naturales, incluido el suelo (ver Usos del suelo), y con el comportamiento sostenible (ver Desarrollo sostenible).

## Métodos de contabilidad
Existen varios métodos de contabilidad del capital natural que buscan abordar la cuestión de la sostenibilidad. Pueden citarse: cuadros de mando amplios y eclécticos, índices compuestos, índices centrados en el sobreconsumo e indicadores económicos ajustados.

### Cuadros de mando amplios y eclécticos
Estos cuadros de mando (dashboards, conjuntos de gráficos estadísticos que muestran de un vistazo el estado de las partes principales de un sistema) reúnen una serie de indicadores relacionados directa e indirectamente con la sostenibilidad del progreso socioeconómico. Un ejemplo son los indicadores de desarrollo sostenible de Eurostat, una lista de más de 100 indicadores utilizados para supervisar la Estrategia de desarrollo sostenible de la Unión Europea (UE).
Algunos de estos cuadros de mando son criticados porque un gran número de indicadores puede frustrar que un mensaje claro sobre sostenibilidad llegue a los responsables políticos y a la ciudadanía. Para responder a esas críticas, se tiende a seleccionar indicadores principales que «siguen los elementos centrales del crecimiento verde y son representativos de un conjunto más amplio de cuestiones relacionadas con el crecimiento verde». Las expresiones "crecimiento verde", "desarrollo sostenible" , "crecimiento verde e inclusivo", "economía ecológica" y otras suelen usarse de manera intercambiable.

### Índices compuestos
Los índices compuestos normalizan y agregan diversos datos en un único número, como el Índice de desarrollo humano de las Naciones Unidas, el Índice de bienestar económico de Osberg y Sharpe, el Índice de riqueza cambiante de las naciones o el Índice de desempeño ambiental, que clasifica a los países según una evaluación de 76 variables que abarcan 5 dominios. A menudo resulta instructivo examinar las dimensiones separadas de estos índices, es decir, los indicadores a partir de los cuales se calculan. Sin embargo, pueden presentar una visión sesgada (según cómo se ponderen los indicadores que los conforman) de las contribuciones de los países a los problemas ambientales y hacer suposiciones problemáticas sobre los valores de ciertas variables.

### PIB ajustado
El producto interno bruto ajustado, o PIB verde, corrige sistemáticamente el PIB convencional al tener en cuenta aspectos de la producción de bienes y servicios de un país (por ejemplo, la degradación ambiental y el agotamiento de los recursos naturales) que de otro modo no se incluirían en el indicador, pero que son relevantes para la sostenibilidad. 

### Índices centrados en elsobreconsumo
Los indicadores que se enmarcan en esta categoría conciben la sostenibilidad con respecto a los niveles de consumo y la inversión en recursos naturales. Algunos ejemplos son el ahorro neto ajustado (ANS por las siglas en inglés de adjusted net savings) y la huella ecológica. El ANS se calcula como la variación de la riqueza total durante un período determinado, mientras que las evaluaciones de la huella ecológica determinan cuánta capacidad regenerativa de la biosfera se requiere para mantener los hábitos de consumo de una población definida. Existen índices mundiales, como el que indica que para mantener el actual nivel de consumo harían falta 2 Tierras, y otros más específicos, como la huella hídrica o el Índice Planeta Vivo, que mide la biodiversidad. El énfasis explícito en la sostenibilidad hace que estos índices sean útiles; sin embargo, calcularlos por país no logra transmitir que la sostenibilidad es un asunto de alcance mundial.

### Indicadores monetarios o físicos
Todos los indicadores de sostenibilidad pueden agruparse en 2 tipos. Específicamente, se calculan en términos monetarios, utilizando una o más técnicas de valoración, o en términos físicos. Es más probable que los indicadores monetarios se expresen como variables de flujo, y los indicadores físicos, como variables de stock (ver Existencias y flujos).

## Iniciativas mundiales
El compromiso general de la comunidad internacional de apoyar el desarrollo de la contabilidad del capital natural fue motivado por primera vez por el Informe Brundtland en 1987 y la Cumbre de la Tierra de Río de Janeiro (1992). En esta cumbre se adoptó la Agenda 21, en cuyo capítulo 40 se instaba a los signatarios a desarrollar información cuantitativa sobre sus actividades.

### Sistema de contabilidad ambiental-económica
En septiembre de 1992, la Comisión de Medio Ambiente del Consejo Permanente de la Organización de los Estados Americanos (OEA) celebró un seminario sobre cuentas ambientales y de recursos naturales para las políticas de desarrollo. Muchos de los países participantes expresaron interés en desarrollar capacidades de contabilidad para los recursos naturales. Se propuso entonces crear un programa para coordinar y fortalecer los esfuerzos de los países e instituciones que emprendieran tales iniciativas.
El desarrollo del primer Sistema de Contabilidad Ambiental y Económica Integrada (SEEA por sus siglas en inglés) en 1993 representó un avance fundamental hacia el establecimiento de normas para la integración del medio ambiente en las cuentas nacionales y, posteriormente, la ecologización de indicadores macroeconómicos como el PIB. 
Si bien el SEEA y sus revisiones posteriores han ampliado la gama de análisis dentro del marco, su propósito se ha mantenido. Se trata de un marco contable que registra las existencias y flujos relevantes tanto para el medio ambiente como para la economía. El marco central del SEEA comprende 3 cuentas principales que pueden integrarse con el Sistema de cuentas nacionales (SNA por sus siglas en inglés) de las Naciones Unidas, y cada una se centra en un aspecto diferente de la interacción entre la economía y el medio ambiente: cuentas de flujos físicos, cuentas funcionales para transacciones ambientales y cuentas de activos en términos físicos y monetarios.
La versión del SEEA del tercer trimestre de 2012 consta de 2 partes adicionales al marco central: las cuentas experimentales de los ecosistemas y las extensiones.
Las cuentas experimentales de los ecosistemas introducen un marco contable para los ecosistemas, aunque muchos de los flujos y existencias que describen se centran en activos no comerciados (en contabilidad ambiental se distingue entre activos comerciados, como el petróleo extraído, y no comerciados —non-market assets—, como la calidad del aire).
Si bien algunos de los conceptos de medición implicados en el proceso contable aún están en evolución, es posible que la valoración final de los ecosistemas y su agotamiento puedan incluirse en los cálculos de los indicadores macroeconómicos ajustados al medio ambiente. 
Esto tiene implicaciones para las políticas futuras, ya que es probable que cambie el énfasis en determinados proyectos o actividades emprendidas por los gobiernos, en función de cómo estas mediciones afecten a sus respectivas cuentas y de los ajustes ambientales posteriores a determinados indicadores.
El Grupo de Londres sobre contabilidad ambiental y el Comité de Expertos de las Naciones Unidas sobre Contabilidad Ambiental y Económica fueron creados en 1994 y 2005 respectivamente para ayudar en el desarrollo del SEEA y su puesta en práctica. Además el Grupo de trabajo sobre auditoría medioambiental, un subgrupo de la Organización Internacional de Entidades Fiscalizadoras Superiores, trabaja para mejorar las normas de auditoría relacionadas con cuestiones ambientales.
En marzo de 2021, la Comisión de Estadística de las Naciones Unidas adoptó en su 52.ª sesión el estándar de contabilidad de ecosistemas del SEEA (SEEA EA por sus siglas en inglés). El SEEA EA es un marco estadístico que proporciona un enfoque contable coherente para la medición de los ecosistemas. Las cuentas de los ecosistemas permiten la presentación de datos e indicadores de la extensión, la condición (prístina, alterada, degradada) y los servicios del ecosistema, tanto en términos físicos como monetarios, de una manera espacialmente explícita.
Tras su adopción, la División de Estadística del Departamento de Asuntos Económicos y Sociales de las Naciones Unidas (DESA por sus siglas en inglés), en colaboración con el Programa de las Naciones Unidas para el Medio Ambiente (PNUMA) y el Centro Vasco para el Cambio Climático (BC3), lanzó en abril de 2021 ARIES for SEEA Explorer, una herramienta de inteligencia artificial basada en la Plataforma de inteligencia artificial para el medio ambiente y la sostenibilidad (ARIES por sus siglas en inglés) para una contabilidad del capital natural rápida, estandarizada y personalizable. ARIES for SEEA Explorer se puso a disposición en la Plataforma Global de las Naciones Unidas para acelerar la implementación de SEEA en todo el mundo.
En mayo de 2025, la Escuela de Negocios Gabelli de la Universidad de Fordham autorizó el marco de información sobre el desempeño ecológico desarrollado por la empresa Intrinsic Exchange Group para la valoración de activos naturales. Este marco de contabilidad y reporte, basado en el SEEA, se desarrolló para empresas de activos naturales en consulta con el expresidente del Consejo de Normas de Contabilidad Financiera (FASB por sus siglas en inglés, un organismo privado), Robert Herz, firmas de contabilidad y Fordham, en colaboración con Intrinsic Exchange Group. El marco establece un nuevo organismo independiente de normalización para desarrollar, mantener y supervisar las normas mundiales de contabilidad y reporte sobre el capital natural.

### Asociación para la Contabilidad de la Riqueza y la Valoración de los Servicios Ecosistémicos
La capacidad de los países en desarrollo para la contabilidad de su capital natural se está mejorando significativamente a través de la alianza Contabilidad de la Riqueza y Valoración de los Servicios de los Ecosistemas (WAVES por sus siglas en inglés), al alentar el desarrollo de marcos de medición relevantes. WAVES es una alianza mundial lanzada en octubre de 2010 por el entonces presidente del Banco Mundial, Robert Zoellick, en la reunión COP-10 del Convenio sobre la Diversidad Biológica en Japón. Su objetivo es promover el desarrollo sostenible al alentar la inclusión del capital natural en las cuentas nacionales. Se han iniciado varios proyectos en países en desarrollo, como Botsuana, Colombia o Madagascar, para mejorar su capacidad de implementar el SEEA, en colaboración con el PNUMA, el Programa de las Naciones Unidas para el Desarrollo (PNUD), la Comisión de Estadística de las Naciones Unidas y el apoyo financiero de ONG y los gobiernos de Australia, Canadá, Francia, Japón, Noruega y los Estados Unidos.
El Banco Mundial implementó seguidamente un programa sucesor —el Programa mundial para la sostenibilidad— para mejorar la medición y valoración del capital natural y de los servicios ecosistémicos, además de apoyar la integración del capital natural en los diálogos sobre políticas, la planificación económica y la toma de decisiones.

### Cuentas de la huella ecológica
Alternativamente, el capital natural también puede evaluarse desde una perspectiva biofísica. Las cuentas de la huella ecológica y la [biocapacidad]], desarrolladas por Mathis Wackernagel y William Rees a principios de la década de 1990, y desde 2003 desarrolladas aún más por Global Footprint Network, comparan la demanda humana con lo que el planeta o los ecosistemas de una región pueden regenerar. Proporcionan un marco contable que mapea la demanda humana desde el punto de vista del capital biológico como factor limitante para la empresa humana (por ejemplo, la posibilidad de construir o ampliar una ciudad en un determinado emplazamiento está limitada por la disponibilidad de agua y alimentos). 
Un documento general que recoge el método contable de la edición de 2018 de las cuentas de la huella nacional fue publicado por David Lin et al. Este enfoque es complementario con la propuesta de 9 límites planetarios dentro de los cuales los humanos pueden vivir con probabilidad baja de catástrofes (en septiembre de 2023 ya se habían sobrepasado 6 de ellos) como lo propusieron Rockström et al. Ambos enfoques enfatizan la necesidad de hacer que la empresa humana sea compatible con las restricciones de un solo planeta si queremos lograr la sostenibilidad global. 
Mientras que los límites planetarios buscan identificar puntos de inflexión en las condiciones que permiten una existencia humana poco costosa sobre la tierra (si, por ejemplo, la temperatura media del planeta aumentara 5 °C, la existencia de algunos humanos —muchos otros morirían— seguiría siendo posible, pero costaría mucho más), la contabilidad de la huella ecológica compara la demanda de recursos con su regeneración natural.

### Índice de riqueza inclusiva
El Programa Internacional de Dimensiones Humanas de las Naciones Unidas ha creado un indicador de sostenibilidad inclusivo, el Índice de riqueza inclusiva (IWI por sus siglas en inglés), que mide las bases productivas de una economía: capital producido, capital natural y capital humano, y basándose en estas 3 evaluaciones, calcula la trayectoria de la riqueza de un país. El cálculo del capital natural en el IWI se basa en el valor en la sombra (una estimación del precio que se podría pagar por ellos si se comercializaran) de los activos de capital natural de una economía.
Una estructura conceptual similar fue adoptada en 2008 por la Comisión para la medición del desempeño económico y el progreso social, bajo la dirección de los economistas Joseph Stiglitz, Amartya Sen y Jean-Paul Fitoussi, a instancias del expresidente francés Nicolas Sarkozy. Los autores concluyeron que una medida pragmática de la sostenibilidad combinaría un indicador basado en el planteamiento de la riqueza extendida (es decir, no solo teniendo en cuenta el actual PIB, sino también el capital natural) y un pequeño tablero de indicadores físicos.
Si bien sus fundamentos teóricos son distintos, lo que estos enfoques tienen en común es un reconocimiento de las limitaciones de los indicadores tradicionales para medir el desempeño económico y el progreso social (ver por ejemplo Críticas al PIB), y la importancia de la sostenibilidad a largo plazo.

### Más allá del PIB
Ha habido varias iniciativas a nivel regional que buscan alejarse del PIB tradicional como principal indicador de riqueza y bienestar. La primera de ellas es «Más allá del PIB», una iniciativa impulsada por la UE en 2007 para desarrollar indicadores ambientales y sociales altamente agregados y ampliar las cuentas nacionales a las cuestiones ambientales y sociales.
En mayo de 2012, se celebró en Gaborone, Botsuana, la Cumbre para la Sostenibilidad en África. Esta cumbre también reunió a líderes de 10 países africanos para debatir la planificación del desarrollo sostenible y, en particular, para comprometerse con un conjunto de objetivos de plena contabilización del capital natural y su integración en la planificación, las políticas nacionales y el reporte de las actuaciones realizadas y los datos recopilados. Este compromiso se materializó en la Declaración de Gaborone para la sostenibilidad en África.

### Economía de los ecosistemas y la biodiversidad
En la Décima conferencia de las partes (COP-10) del Convenio para la Diversidad Biológica (CDB) se presentaron 4 publicaciones por la iniciativa Economía de los ecosistemas y biodiversidad (EEB): Fundamentos ecológicos y económicos de la EEB, La EEB y la elaboración de políticas nacionales e internacionales, La EEB en las políticas locales y regionales, y La EEB en las empresas. Estas publicaciones, junto con un informe provisional publicado en la anterior reunión (COP-9) del CDB en Bonn, representan un análisis exhaustivo del valor económico de la biodiversidad y las consecuencias que tiene para los diferentes niveles de análisis de políticas públicas y privadas.
La EEB también busca sistematizar el papel de las corporaciones, a través de la Coalición EEB para las empresas (2012), formulando estándares y evaluando externalidades. S 
Dado que la contabilidad del capital natural requiere la identificación de actividades de reposición, así como de la degradación ambiental, la inclusión de las corporaciones en el proceso de valoración es clave.

### Declaración del capital natural
En junio de 2012, la conferencia Río+20 marcó un hito en el interés mundial por la contabilidad del capital natural. Antes de la conferencia, se dio a conocer la Declaración del capital natural, un compromiso de los directores ejecutivos del sector financiero para integrar criterios ESG (ambientales, sociales y de gobernanza por sus siglas en inglés) en las actividades de gestión e inversión. Asimismo, el Banco Mundial puso en marcha la iniciativa WAVES 50:50 (recuérdese, siglas en inglés de contabilidad de la riqueza y valoración de los servicios de los ecosistemas) con la finalidad de analizar el progreso y los pasos necesarios para mejorar los esfuerzos de contabilidad del capital natural y fortalecer la capacidad de los países para la toma de decisiones sostenibles. En el momento de la conferencia, 62 países, 90 empresas y 17 miembros de la sociedad civil se habían adherido a la campaña.

## Iniciativas nacionales
Muchos países están emprendiendo proyectos para desarrollar cuentas ambientales, integrarlas con las cuentas nacionales o crear indicadores macroeconómicos ajustados al medio ambiente, incluido el PIB verde. Entre los primeros países en adoptar cuentas ambientales y económicas integradas se encuentran los Países Bajos, Francia y Filipinas. Esta sección documenta las iniciativas emprendidas por los países del G20 o relacionadas con ellos.

### Argentina
Un equipo de investigadores de la Universidad de Buenos Aires y el Consejo Nacional de Investigaciones Científicas y Técnicas (CONICET) organizó el proyecto ARKLEMS+LAND. Su investigación, basada en la base de datos KLEMS (Capital, Trabajo, Energía, Materiales y Servicios), mide y analiza las fuentes de crecimiento económico, la productividad y la competitividad en la economía argentina. La base de datos incluye las contribuciones de los servicios de «recursos naturales como activos del suelo y el subsuelo» al crecimiento del PIB.
El profesor George Santopietro, de la Universidad de Radford en Virginia, examinó varios métodos alternativos para estimar la renta de los recursos y, en consecuencia, los costes de agotamiento del capital natural. Los métodos que utiliza son: precio neto, coste de agotamiento de El Serafy, precio sostenible, valor de transacción y coste de reposición. Obtiene datos de la privatización de Yacimientos Petrolíferos Fiscales (YPF), la empresa petrolera estatal argentina, y, utilizando cada método, genera valores estimados de la renta de los recursos y el costo de agotamiento de las reservas de petróleo de Argentina. Los resultados muestran que los métodos de precio neto y valor de transacción sobrevaloran la renta de los recursos de las reservas de petróleo. Concluye que la renta debería calcularse utilizando el valor de las acciones de una empresa.

### Australia
Varias organizaciones australianas elaboran cuentas ambientales nacionales. La Oficina Australiana de Estadística (ABS) elabora la Cuenta del agua de Australia y una Cuenta de suelo piloto para la Gran Barrera de Coral, ambas basadas en el marco del SEEA. La Oficina de Meteorología elabora una Cuenta nacional del agua complementaria sobre el agua disponible. El Departamento de Cambio Climático, Energía, Medio Ambiente y Agua informa sobre las emisiones de gases de efecto invernadero (GEI). El Grupo Wentworth de Científicos Preocupados ha creado un modelo experimental de contabilidad ambiental aplicable a regiones de cualquier tamaño. Estas cuentas regionales utilizan una unidad de medida común, lo que permite realizar comparaciones entre diferentes activos de capital natural. El Departamento de Sostenibilidad y Medio Ambiente del estado de Victoria ha experimentado con cuentas de ecosistemas.
Las cuentas de energía y agua que se encuentran en el Balance Nacional se elaboran anualmente. Asimismo, los activos del subsuelo, la madera para producir troncos y el suelo se valoran monetariamente y se incluyen en este Balance Nacional como activos no producidos. La ABS trabaja con otros organismos nacionales en el Plan nacional de información ambiental, el Informe sobre el estado del medio ambiente, y la planificación de las cuentas ambientales nacionales.
En 2012, tras la adopción del SEEA como estándar estadístico internacional, la ABS también publicó un informe titulado "Completando el panorama: contabilidad ambiental en la práctica", que desarrolla una serie de tablas contables basadas en el formato del SEEA y explora cómo podrían influir en las decisiones políticas.

### Reino Unido
El Reino Unido elabora cuentas ambientales, en consonancia con el marco del SEEA, que se dividen en 3 dimensiones: cuentas de recursos naturales, flujos físicos y cuentas monetarias. La mayoría de los datos se miden en unidades físicas; se utilizan unidades monetarias cuando es pertinente y si se dispone de los datos necesarios.
Las cuentas de activos ambientales actuales que elabora la Oficina Nacional de Estadísticas (ONS) son: reservas de petróleo y gas, silvicultura y cobertura del suelo. En 2012, la ONS planeó realizar un estudio sobre la elaboración de una cuenta completa del ecosistema, con alta prioridad en las cuentas forestales físicas y monetarias. También estableció una serie de objetivos para incluir cuentas de usos del suelo y cobertura del suelo en las cuentas ambientales de 2013.
La Evaluación nacional de los ecosistemas del Reino Unido (NEA por sus siglas en inglés) fue una iniciativa de 2 años de duración, entre 2009 y 2011, que evaluó los beneficios del medio ambiente para la sociedad y la economía.
El Gobierno se ha comprometido a elaborar unas cuentas ambientales completas para 2020. Este trabajo está siendo liderado por la ONS y el Departamento de Medio Ambiente, Alimentación y Asuntos Rurales (Defra). El Comité de capital natural del Reino Unido brindó asesoramiento para contribuir a este proyecto. En diciembre de 2012, la ONS publicó una hoja de ruta para el empeño. La incorporación del capital natural en las cuentas nacionales, si se realiza correctamente, permitiría obtener una visión general de las tendencias en el estado de los recursos naturales del país a lo largo del tiempo. Esto, a su vez, ayudaría a demostrar las implicaciones de las acciones que impactan en el medio ambiente natural y, por lo tanto, podría alentar a los responsables políticos a garantizar que los recursos naturales se utilicen de forma sostenible en el futuro.
El Comité de capital natural también desarrolló una metodología para la contabilidad corporativa del capital natural. A lo largo de 2014, llevó a cabo un proyecto piloto con diversas organizaciones para probar y perfeccionar esta metodología, y está animando a las organizaciones propietarias o gestoras de tierras a desarrollar cuentas corporativas del capital natural.

### Brasil
A pesar de los informes que indicaban que Brasil elaboraría un PIB verde en el período previo a Río+20, no se conocen indicios de que ese proceso se haya llevado a cabo.

### Canadá
Statistics Canada no redefine los agregados de las cuentas nacionales existentes ni los complementa con información ambiental. Sin embargo, ha desarrollado el Sistema canadiense de cuentas ambientales y de recursos (CSERA por sus siglas en inglés), que proporciona información a quienes deseen calcular dichos "agregados verdes". También incluye estimaciones de suelos en la sección de "activos tangibles no producidos" del balance general canadiense.
El CSERA presenta 3 dimensiones: cuentas de existencias de recursos naturales, cuentas de flujo de materiales y energía, y cuentas de gasto en protección ambiental. Las primeras se miden en unidades físicas y monetarias. Contienen estimaciones de la riqueza de recursos naturales que se incluyen en las cuentas del balance nacional.
En 2005, el Instituto Pembina publicó un informe sobre la Iniciativa boreal de Canadá, cuyo objetivo era cuantificar el valor económico total de los bienes y servicios de la región boreal canadiense. Para ello, se creó el Sistema de contabilidad de la riqueza de los ecosistemas boreales (BEWAS por sus siglas en inglés). Este sistema consideró las condiciones físicas de la región boreal mediante inventarios físicos y datos espaciales. El estudio, de 2 años de duración, estimó el valor de mercado, para 2002, de los sectores de silvicultura, minería, petróleo, gas y generación hidroeléctrica de la región en 48 900 millones de dólares. Para el mismo período, también estimó el valor neto de mercado de la extracción de capital natural en 37 800 millones de dólares y el valor no comercial de los servicios ecosistémicos en 93 200 millones de dólares.
La profesora Nancy Olewiler, de la Universidad Simon Fraser, realizó varios estudios de caso para valorar el capital natural en zonas pobladas de Canadá. Revelaron que el valor neto total de las iniciativas de conservación era de aproximadamente 195 dólares por hectárea y año ($/ha/año) en la cuenca del río Ontario, 65 $/ha/año en la cuenca alta del río Assiniboine y 126 $/ha/año en la cuenca del río Mill de la Isla del Príncipe Eduardo.

### China
En 1997, las autoridades de Pekín llevaron a cabo un proyecto para evaluar el PIB verde de la ciudad. Esto sentó precedentes para los indicadores ajustados al medio ambiente en el país. Durante la década siguiente, las autoridades locales llevaron a cabo varios proyectos piloto regionales. Entre 2001 y 2004, las autoridades chinas colaboraron con la Oficina Noruega de Estadística para realizar una evaluación del PIB verde de Chongqing.
Posteriormente, en 2004, la Administración Estatal de Protección Ambiental de China (SEPA por sus siglas en inglés) y la Oficina Nacional de Estadísticas lanzaron el Proyecto de investigación de contabilidad del PIB verde. Los hallazgos, publicados en 2006 en el Informe del estudio de contabilidad nacional Verde de China 2004, constataron que la contaminación ambiental le costó a la economía 511 800 millones de yuanes o el 3,5 % del PIB en 2004. Un desglose de esta cifra muestra que la contaminación del agua, la contaminación atmosférica, los residuos sólidos y los accidentes costaron 286 280 millones de yuanes, 219 800 millones de yuanes y 5 740 millones de yuanes, respectivamente. Según el informe, solo se contabilizaron unos 10 de los elementos que el proyecto pretendía distinguir. Los costes del agotamiento de los recursos y del daño ecológico no se incluyeron en los cálculos debido a dificultades metodológicas, capacidades tecnológicas limitadas y falta de datos relevantes.
Al mismo tiempo que se publicó el informe, el viceministro de la SEPA, Zhu Guangya, emitió un informe independiente que afirmaba que, cada año, el daño ambiental en el país cuesta aproximadamente el 10 % del PIB. Esta estimación era consistente con la que los científicos, economistas y el Banco Mundial habían esperado, entre el 8 y el 12 % del PIB.
El gobierno retiró su apoyo oficial al PIB verde en 2007, tras los primeros resultados que mostraron una reducción de las tasas de crecimiento en algunas provincias a casi cero (si, por ejemplo, el PIB clásico, muestra un aumento del 3 % de la producción económica de una región, pero la evaluación ambiental indica una merma de sus recursos naturales casi equivalente, el PIB verde resultante será prácticamente nulo). Tampoco publicó un informe oficial del PIB verde de 2005, cuya publicación estaba prevista para marzo de 2007.
Periódicamente han surgido informes sobre el recálculo del PIB verde de China. En 2007, la Federación Nacional de Medio Ambiente de China (ACEF) solicitó a la Comisión Nacional de Desarrollo y Reforma (NDRC) la implementación de un sistema de contabilidad nacional. El periódico China Daily informó de que el Ministerio de Protección Ambiental estimó el coste de la contaminación para la economía en 1,4 billones de yuanes en 2009.
A partir de 1998, la Oficina Nacional de Estadística elaboró cuentas ambientales básicas en silvicultura y energía. Desde entonces, ha ampliado sus cuentas ambientales para incluir el tratamiento de la contaminación, el agua y los minerales, junto con el desarrollo de un SEEA integral para China.

### Unión Europea
La interacción entre Eurostat y las oficinas nacionales de estadística de los Estados miembros de la UE se formalizó en 2011 con la adopción del Reglamento n.º 691 sobre cuentas económicas ambientales europeas. Este reglamento exige a los países que presenten datos y cuentas sobre emisiones atmosféricas, impuestos relacionados con el medio ambiente y flujos de materiales a partir de 2012. Eurostat también está elaborando cuentas ambientales expresadas en términos físicos y monetarios, y cuentas de activos, como paso hacia el desarrollo de un SEEA regional.
La creación de indicadores de riqueza inclusivos también es una prioridad reconocida de la UE. El 7.º programa de acción ambiental (PAA) propuesto por la CE identifica explícitamente esta cuestión, al solicitar un mayor desarrollo e integración de indicadores económicos y ambientales. El Sistema compartido de información ambiental (SEIS por sus siglas en inglés) propone agilizar la recopilación de datos necesarios para el diseño de indicadores ambientales. 
La UE también firmó el Acuerdo de Aichi en la COP-10 del CDB, en el que las partes se comprometen a integrar la biodiversidad en sus cuentas nacionales. Esto se suma al marco experimental de contabilidad de ecosistemas que se lanzó en 2009. La Agencia Europea de Medio Ambiente propuso que, dada la compatibilidad del diseño con el Sistema de cuentas nacionales, sería posible utilizar un indicador particular, el consumo de capital ecosistémico (CEC por sus siglas en inglés), para ajustar los agregados de las cuentas nacionales y crear 2 nuevos indicadoresː el producto interior neto ajustado por CEC y la renta nacional neta ajustada por CEC.
La Hoja de ruta de la comunicación del capital ecosistémico para una Europa eficiente en el uso de los recursos establece 2020 como el año en el que las empresas, junto con las autoridades públicas, contabilizarán adecuadamente el capital natural y los servicios del ecosistema.

### Francia
El Ministerio de Desarrollo Sostenible elabora anualmente cuentas satélite económico-ambientales. Sin embargo, tiene previsto ampliarlas para que coincidan con el SEEA (2012). El Instituto Nacional de Estadística y Economía también incluye estimaciones de suelo, activos del subsuelo y recursos biológicos e hídricos no utilizados en la sección de "activos tangibles no producidos" del balance general francés.
Entre 2008 y 2010, se llevó a cabo un estudio exploratorio sobre la valoración de ecosistemas. De conformidad con la adopción del citado Acuerdo de Aichi, la meta 7 de la Estrategia nacional de biodiversidad de Francia se estableció para «incluir la preservación de la biodiversidad en las decisiones económicas». El Ministerio de Desarrollo Sostenible consultó a los posibles interesados y perfeccionó las opciones metodológicas para recopilar evaluaciones físicas de ecosistemas. Este ministerio también organiza talleres anuales de expertos sobre valoración monetaria e instrumentos económicos.

### Alemania
Las Cuentas económicas ambientales alemanas (GEEA por sus siglas en inglés) se basan en el marco del SEEA. Los datos de estas cuentas, junto con las Cuentas socioeconómicas alemanas, se utilizan para calcular un conjunto de indicadores, como se describe en la Estrategia Nacional para el Desarrollo Sostenible (2002). Si bien en las GEEA no se estiman agregados macroeconómicos ajustados, 2 de sus indicadores están integrados en las Cuentas Nacionales: la productividad de la energía y las materias primas, y la intensidad del transporte y la participación del ferrocarril en el transporte.

### India
Un grupo de expertos, dirigido por el profesor Partha Dasgupta, presidente del comité científico del Programa internacional de dimensiones humanas (IHDP por sus siglas en inglés), está desarrollando un sistema para "ecologizar" las cuentas nacionales de la India. Se prevé ajustar el PIB para tener en cuenta los costos e impactos ambientales a partir de 2015. Algunos de los temas que abordará este grupo incluyen el establecimiento de mecanismos de coordinación, tanto dentro del país como con socios internacionales, y la estandarización de las metodologías de recopilación y valoración de datos.
El Proyecto de contabilidad verde para los estados indios (GAISP por sus siglas en inglés) fue la primera iniciativa de la Asociación Verde de los Estados Indios (GIST por sus siglas en inglés), una organización no gubernamental (ONG) fundada en 2004. Este proyecto utilizó bases de datos nacionales para medir el desarrollo sostenible y crear cuentas verdes a escala estatal que fueran coherentes con las directrices del SEEA-2003. Posteriormente, la GIST calculó un PIB verde total que ajustó el PIB habitual para «todas las externalidades principales» en que se incurre con el objetivo de generarlo.
La Red del Asia Meridional para el Desarrollo y la Economía Ambiental (SANDEE por sus siglas en inglés) y la Sociedad India de Economía Ecológica operan en la India, aunque SANDEE tiene su sede en Nepal. Ambas son redes que realizan investigaciones y análisis de contabilidad ambiental, de interés para profesores, investigadores y políticos.

### Indonesia
Miembros del Instituto de Recursos Mundiales, liderados por David Repetto, integraron los efectos medioambientales en las cuentas nacionales indonesias de 1990. Para hallar el producto interior neto ambientalmente ajustado, sustrajeron del PIB la depreciación neta de los recursos de petróleo, madera y suelo. Encontraron que las estimaciones de ingreso neto y crecimiento neto se sobreestimaban al calcularlas con las cuentas convencionales.
En 1997, el Instituto de Estudios Avanzados de la Universidad de las Naciones Unidas (UNU-IAS por sus siglas en inglés) midió el impacto medioambiental de la industrialización y el comercio en Indonesia (junto con China y Japón). En su estudio, el UNU-IAS elaboró un modelo input-output medioambiental internacional para la región de Asia-Pacífico y, a partir de él, pudo compilar una aproximación preliminar del SEEA y del PIB verde. En 1990, los costes medioambientales equivalían al 4,9 % del PIB de Indonesia. Los cambios en los usos del suelo y la explotación petrolera se revelaron como especialmente importantes.
Desde 2002, la Oficina Indonesia de Estadística (BPS por sus siglas en inglés) ha elaborado varios informes sobre indicadores de desarrollo sostenible, basados en los 134 indicadores de la Comisión de las Naciones Unidas sobre Desarrollo Sostenible confeccionados por el Departamento de Asuntos Económicos y Sociales de las Naciones Unidas. La BPS también genera periódicamente estadísticas medioambientales y sobre los recursos marinos y costeros.

### Italia
El Instituto Nacional de Estadística Italiano (ISTAT) elabora actualmente 3 tipos de módulos de contabilidad ambiental: flujos de materiales (MFA), la matriz de cuenta ambiental integrada con la cuenta económica nacional (NAMEA) y la estimación del gasto para la protección del medio ambiente (SERIEE-EPEA).
En 1999, Silvia Teizzi, de la Universidad de Siena, aplicó un método de valoración monetaria a las externalidades derivadas de la producción agrícola en Italia. Estimó por separado un precio sombra y una cantidad de externalidades, y calculó sus valores para cada año entre 1961 y 1991. Restó estas cifras del valor añadido del sector agrícola «como primer paso hacia la corrección de los agregados de la contabilidad nacional para tener en cuenta la degradación ambiental».
En su estudio de caso sobre Trento, los profesores Andrea Francesconi y Paolo Penasa analizaron los esquemas contables para gastos ambientales desarrollados por los gobiernos locales en Italia. En el marco del proceso local de la Agenda 21, los municipios italianos emprendieron los proyectos de contabilidad e informes ambientales locales y urbanos (CLEAR por sus siglas en inglés) y CONTAROMA. El proyecto CLEAR se inició en 2001 para vincular los estados financieros de los municipios con un informe ambiental. El método CLEAR reclasificó dichos estados financieros de manera que los gastos con fines ambientales pudieran identificarse y compilarse en cuentas monetarias separadas. De manera similar, el proyecto CONTAROMA desarrolló un sistema de contabilidad ambiental para el presupuesto municipal de Roma.

### Japón
En 1995, la Agencia Japonesa de Planificación Económica realizó estimaciones iniciales del SEEA y del PIB verde desde 1985 a 1990. En 1998 amplió sus estimaciones desde 1970 a 1995. Según estos cálculos, los costes ambientales en Japón cayeron del 8 % del PIB en 1970 a casi el 1 % en 1995.
Las E-10 son las cuentas económico-ambientales oficiales elaboradas por el Ministerio de Medio Ambiente de Japón. Se basan en datos recopilados por 10 ministerios y describen la carga ambiental de determinados recursos naturales en unidades físicas. Las E-10 constan de 3 conjuntos de tablas: una tabla básica de transacciones; tablas de recursos y carga ambiental; y tablas complementarias.
La Oficina de Estadísticas de Japón actualmente incluye estimaciones de suelos en la sección de «activos tangibles no producidos» del balance general japonés.

### Corea del Sur
En 2001, el Ministerio de Medio Ambiente de Corea planeó introducir un indicador del PIB ajustado al medio ambiente. Comenzó a desarrollar su propio sistema de evaluación ambiental y económica (KORSEEA) en 2002, y en los años siguientes se desarrollaron las cuentas de flujo de materiales para toda la economía y la matriz de cuenta ambiental integrada con la cuenta económica nacional (NAMEA). Diversos organismos estatales proporcionan los datos económicos y ambientales necesarios para el KORSEEA. La Oficina Coreana de Estadísticas también incluye estimaciones de suelos, activos del subsuelo y recursos biológicos e hídricos no cultivados en la sección de «activos tangibles no producidos» del balance general coreano.
El Instituto Económico Rural de Corea calculó el PIB verde del sector agrícola coreano entre 1980 y 1997 utilizando cuentas económico-ambientales piloto. En este estudio, el ajuste ambiental se limita a restar del producto interior neto (que tiene en cuenta el deterioro de los activos productivos, pero no el del medio ambiente) los «costes de degradación de los recursos naturales». El resultado es que la ratio entre el producto interior bruto medioambientalmente ajustado (PIB verde) y el producto interior neto disminuye del 100,6 % al 99,5 % en el sector agrícola durante el período especificado.

### México
En 1985, las Naciones Unidas, el Banco Mundial y el gobierno mexicano ejecutaron un proyecto piloto conjunto utilizando datos de 1985 para producir 2 indicadores ajustados ambientalmente: el agotamiento de los recursos restado del producto interior neto y la degradación ambiental restada del producto interior neto.
El Sistema mexicano de cuentas económicas y ecológicas (MSEEA por sus siglas en inglés) se inició en 1988 y se publica anualmente desde 1991. El Instituto Nacional de Estadística y Geografía de México (INEGI) ha utilizado estas cuentas para obtener información clave sobre la sostenibilidad ambiental del país. Los costes ambientales anuales equivalen al 8,5 % del PIB. Desde 2003, el INEGI calcula un PIB verde agregado anual. Entre 2003 y 2009, la proporción de este PIB verde con respecto al PIB aumentó del 90,4 al 92,1 %. Esto indica que los daños ambientales se están reduciendo levemente. El INEGI informa que, si bien se debe ampliar el alcance de la acción, esta tendencia refleja el éxito de los esfuerzos del Gobierno para reducir los impactos que afectan negativamente al medio ambiente.

### Rusia
El Servicio Federal de Estadística del Estado (Rosstat) incluye actualmente estimaciones de suelos y recursos biológicos e hídricos no cultivados en la sección «Activos tangibles no producidos» del balance general ruso. Rosstat ha definido varias prioridades para el desarrollo del SEEA ruso. Las cuentas de activos son las que tienen mayor prioridad. Después, en lo que respecta al medio ambiente, un registro específico de los gastos en protección ambiental. Posteriormente a 2015, la base para la integración surgirá con la creación de tablas input-output. Las cuentas de flujos físicos tienen una prioridad media; un mayor desarrollo dependerá de la finalización de estas tablas input-output y de la introducción oportuna de nuevas encuestas. Si bien se está considerando conceptualmente la contabilidad de los agregados del sistema de cuentas nacionales ampliado, como el agotamiento o la degradación del capital natural, tiene la menor prioridad de Rosstat.

### Arabia Saudita
Arabia Saudita no ha tomado ninguna iniciativa relevante.

### Sudáfrica
Statistics South Africa (Stats SA), la oficina nacional de estadística de Sudáfrica, ha participado en la contabilidad del capital natural (NCA por sus siglas en inglés) desde finales de la década de 1990 y publicó las primeras cuentas del agua de Sudáfrica en el año 2000. Posteriormente, Stats SA publicó cuentas de minerales, energía y pesca en el marco de los informes del Compendio de cuentas económicas ambientales. Más recientemente, desde 2015, Sudáfrica ha implementado la contabilidad de ecosistemas. Esta es un área de trabajo relativamente nueva dentro de la NCA, y Sudáfrica se encuentra a la vanguardia mundial en este ámbito.
Las cuentas de ecosistemas elaboradas por Sudáfrica han contado con el apoyo de proyectos financiados por donantes que han fortalecido la capacidad de la Dirección de Cuentas Ambientales y Económicas de Stats SA. La oficina se ha asociado con el Instituto Nacional Sudafricano de Biodiversidad (SANBI por sus siglas en inglés) y ha trabajado en colaboración con el Departamento de Silvicultura, Pesca y Medio Ambiente (DFFE por sus siglas en inglés, equivalente al Ministerio de Medio Ambiente en otros países) y diversas instituciones nacionales y subnacionales para elaborar varias cuentas de ecosistemas.
Sudáfrica fue uno de los 7 países piloto que participaron en una iniciativa mundial llamada Avanzando en la contabilidad del capital natural (ANCA por sus siglas en inglés), a través de la cual el SANBI y Stats SA lideraron el desarrollo de las cuentas de los ecosistemas fluviales nacionales y la contabilidad de suelos y ecosistemas en KwaZulu-Natal.
A esto le siguió el Proyecto de contabilidad del capital natural y valoración de los servicios ecosistémicos —NCAVES por sus siglas en inglés— (2017-2020), en el que SANBI y Stats SA, junto con el citado DFFE, desarrollaron las Cuentas de los ecosistemas terrestres y de suelos, 1990-2014, publicadas en el primer número de la serie Capital natural de Stats SA. Las próximas cuentas de capital natural que se publicarán en esta serie incluyen cuentas temáticas para áreas protegidas, cuentas para especies de rinocerontes y cícadas, y cuentas nacionales actualizadas del agua, entre otras.
Las cuentas de ecosistemas utilizan el Sistema nacional de clasificación de ecosistemas de Sudáfrica (SA-NECS). Stats SA ha desarrollado un estándar con expertos del SANBI para uniformizar el uso del SA-NECS, aprobado en febrero de 2021. Dicho estándar es aplicable a las cuentas nacionales, las cuentas económicas ambientales elaboradas por Stats SA y las de cualquier otra institución.
Stats SA ha publicado una estrategia decenal para impulsar la contabilidad del capital natural (NCA por sus siglas en inglés) en Sudáfrica. El objetivo de esta estrategia es centrar los esfuerzos de Stats SA y otras instituciones en el desarrollo de cuentas de capital natural prioritarias para fundamentar los objetivos de las políticas de desarrollo sostenible de Sudáfrica. La Estrategia nacional de NCA busca garantizar que la NCA se utilice ampliamente con la finalidad de proporcionar evidencia creíble para la planificación y la toma de decisiones integradas que apoyen las necesidades de desarrollo del país. 
Existe una creciente comunidad de práctica en materia de contabilidad del capital natural en Sudáfrica, y este país es un participante activo en la comunidad de práctica de contabilidad del capital natural de África.

### Turquía
El Instituto Turco de Estadística elabora una serie de estadísticas medioambientales.

### Estados Unidos
En 1992, la Oficina de Análisis Económico del Departamento de Comercio comenzó a desarrollar intensivamente metodologías de contabilidad ambiental. Sin embargo, tras la publicación de las primeras Cuentas satélite ambientales y económicas integradas de Estados Unidos, el Congreso ordenó en 1994 a este departamento (ministerio en otros países) suspender todas las actividades en esta área. También ordenó una revisión externa de la contabilidad ambiental. Esta revisión, «Números de la naturaleza: ampliación de las cuentas económicas nacionales para incluir el medio ambiente», concluyó en 1999.
William Nordhaus, que participó en esta revisión, junto con Nicholas Muller y Robert Mendelsohn, fue coautor de un estudio sobre la integración de externalidades ambientales en un sistema de cuentas nacionales. Su modelo estima los daños brutos causados por la contaminación atmosférica en cada industria en Estados Unidos. Estima que los daños causados por actividades como la combustión de residuos, el tratamiento de aguas residuales y la combustión de centrales eléctricas con petróleo o carbón son mayores que su valor agregado. Las externalidades más importantes, cuyos daños oscilan entre 0,8 y 5,6 veces el valor agregado, provienen de la generación eléctrica a partir de carbón.